# Ulpi Flavià
Ulpi Flavià (en llatí Ulpius Flavianus) va ser un magistrat romà del segle iv.
Va ser nomenat procònsol de les províncies d'Emília i Ligúria sota l'emperador Constantí I el Gran l'any 323, segons consta al Codex Theodosianus.